# Zanclopteryx floccosa
Zanclopteryx floccosa är en fjärilsart som beskrevs av W. Warren 1897. Zanclopteryx floccosa ingår i släktet Zanclopteryx och familjen mätare. Inga underarter finns listade i Catalogue of Life.